# Иван Дреников (писател)
Иван Георгиев Дреников е български писател и публицист.

## Биография
Роден е през 1935 година в София. Син е на летеца полковник Георги Дреников. През 1963 година напуска България по политически причини. Учи литература и психология в Сорбоната, Париж. От 1968 г.одина се установява в Каракас, Венецуела. Основава Отдел за стари и редки книги, ръкописи и географски карти в Националната библиотека. През 1978 година, заедно със своя брат Кирил Дреников, създават в Брюксел Институт и Център за балкански изследвания, в който се събират и съхраняват документи, свързани с българската и балканската история и култура. През 1986 година предава документалната сбирка, събрана от дейността на двете институции, на Института Хувър в Станфордския университет, САЩ. След 10 ноември 1989 година развива активна дарителска дейност в България. През 2001 г. е награден с орден „Стара планина“ I степен и паметен медал „Иван Вазов“ от Държавната агенция за българите в чужбина към Министерския съвет „за изключителни заслуги за разпространение и популяризиране на българската култура в чужбина“. Автор е на книгите „Безмоторното летене в България до 1944 г.“ (2003) и „Един живот за България“ (2003).